# Пентно (Великопольське воєводство)
Пентно (пол. Piętno) — село в Польщі, у гміні Тулішкув Турецького повіту Великопольського воєводства.
Населення — 457 осіб (2011).
У 1975-1998 роках село належало до Конінського воєводства.

## Демографія
Демографічна структура станом на 31 березня 2011 року:
|          | Загалом | Допрацездатний вік | Працездатний вік | Постпрацездатний вік |
| -------- | ------- | ------------------ | ---------------- | -------------------- |
| Чоловіки | 223     | 50                 | 153              | 20                   |
| Жінки    | 234     | 52                 | 138              | 44                   |
| Разом    | 457     | 102                | 291              | 64                   |